# 载脂蛋白B
载脂蛋白B（英語：Apolipoprotein B，缩写ApoB）是乳糜微粒、極低密度脂蛋白、中密度脂蛋白、低密度脂蛋白上的主要載脂蛋白，其由人类APOB基因编码。